# Margot Gödrös
Margot Gödrös (* 1939) ist eine Schweizer Schauspielerin.

## Leben
Margot Gödrös ist gebürtige Schweizerin mit ungarischem Familienhintergrund. Sie wuchs im Luzerner Hinterland auf. Ihre Mutter war Pianistin, die, nach dem Umzug der Familie nach Zürich, auch im Opernchor mitsang. Margot Gödrös wurde Mitglied im Kammersprechchor Zürich, wo sie das Theatersprechen erlernte. Anschliessend arbeitete sie in mehreren Jobs am Theater, von der Garderobiere bis zur Regisseurin.
Sie arbeitete als freiberufliche Schauspielerin an zahlreichen deutschen und Schweizer Staats- und Stadttheatern, aber immer wieder auch an freien Bühnen wie dem Ballhaus Naunynstrasse und dem Hebbel am Ufer (HAU) in Berlin. Gödrös spielte ein breites Repertoire, das Rollen aus dem klassischen Theaterrepertoire, aus den Dramen der Jahrhundertwende und der Moderne sowie aus dem zeit- und gesellschaftskritischen Gegenwartstheater enthielt.
Sie hatte Gastengagements und Stückverträge in Deutschland u. a. am Hamburger Schauspielhaus (1995–1997), am Theater Baden-Baden (2005), am Mainfranken Theater Würzburg (2008, als „Big Mama“ in Die Katze auf dem heissen Blechdach) und am Theater Oberhausen (2014–2015).
In der Schweiz trat sie u. a. am Schauspielhaus Zürich (u. a. 1998, als Frl. Doktor Mathilde von Zahnd in Die Physiker, Regie: Katja Früh), am Theater Basel (ab 1997), am Luzerner Theater (2007), am Stadttheater Bern (2007–2011), am Konzerttheater Bern (2012–2013), am Theater Winterthur (2014) und Stadttheater St. Gallen auf.
Zu ihren Regisseuren bei diesen Produktionen gehörten u. a. Christoph Marthaler (Hamburg), Tom Kühnel (Basel), Niki Stein (Baden-Baden), Ueli Jäggi (Luzern), Peter Carp (Luzern/Winterthur/Oberhausen), Stefan Otteni (Bern), Dani Levy (Zürich) und Matthias Lilienthal (Berlin).
Ab der Spielzeit 2015/16 gastierte sie regelmässig am Schauspiel Köln, wo sie mit Regisseuren wie Rafael Sanchez, Roger Vontobel, Lilja Rupprecht und Stefan Bachmann zusammenarbeitete. Seit der Spielzeit 2018/19 ist sie festes Ensemblemitglied am Schauspiel Köln. Unter Stefan Bachmanns Regie spielte sie dort im Dezember 2018 „mit schneidenden Monologen“ den „Gottvater“ (alias Präsident des Schweizer Skiverbands) in der Uraufführung des Elfriede-Jelinek-Stücks Schnee Weiss.
Seit der Spielzeit 2017/18 arbeitet sie regelmässig am Theater Freiburg. 2018 gastierte sie am Münchner Volkstheater in Pınar Karabuluts Lorca-Adaption In den Strassen keine Blumen. In der Spielzeit 2018/19 gastierte sie als Witwe María Wassíljewna Wojnízkaja in einer Neuinszenierung des Tschechow-Dramas Onkel Wanja am Theater Freiburg. In dieser Rolle steht sie dort auch in der Spielzeit 2019/20 wieder auf der Bühne.
Margot Gödrös stand auch für zahlreiche Schweizer und bundesdeutsche Film- und Fernsehproduktionen vor der Kamera. Sie drehte unter der Regie von Kurt Gloor, Hans W. Geissendörfer, Mike Eschmann, Sibylle Tafel, Sabine Boss, Niki Stein, Tobias Ineichen und Pierre-Henry Salfati.
In Wes Andersons US-Abenteuerkomödie Darjeeling Limited (2007) war sie die laute „German Lady“ im Zug.
Im Schweizer Fernsehen war sie u. a. in den TV-Produktionen Lüthi und Blanc, Schöni Uussichte, im Luzerner Tatort: Verfolgt (2014, als Nachbarin und Zeugin Frau Stiegeler) in der TV-Serie Der Bestatter (2015) zu sehen.
Zu ihren deutschen Fernsehproduktionen gehört u. a. die Fernsehkomödie Wir haben gar kein’ Trauschein (2013), in der sie an der Seite von Bruno Maccallini und Jutta Speidel Brunos italienische „Mamma“ Sophia verkörperte. In der 4. Staffel der ZDF-Serie Bettys Diagnose (2018) spielte sie Marlies Benz, die beste Freundin von Dr. Frank Sterns Grossmutter Ilse (Monika Lennartz), die nach einem Sturz in die Karlsklinik eingeliefert wird. In der 11. Staffel der ZDF-Serie SOKO Stuttgart (2019) übernahm sie eine dramatische Episodenhauptrolle als Seniorin Tilda Schiffer, die die Auszahlung ihrer in einem Fonds angelegten Ersparnisse einfordert, um die Pflege für ihren nach einem Schlaganfall hilfsbedürftigen Mann bezahlen zu können.
Gödrös arbeitete auch als Hörspielsprecherin bei Produktionen des WDR und des Deutschlandfunks.
Margot Gödrös lebt in Köln und in Berlin, wo sie noch einen Wohnsitz hat. Ihre Tochter Katalin Gödrös arbeitet als Regisseurin und Drehbuchautorin.

## Filmografie (Auswahl)
- 1984: Diese Drombuschs: Entscheidungen (Fernsehserie, eine Folge)
- 1984: Mann ohne Gedächtnis (Kinofilm)
- 1988: Aus allem raus und mitten drin (Kinofilm)
- 1993: Justiz (Kinofilm)
- 1999: Todesengel (Fernsehfilm)
- 1999: Lüthi und Blanc (Fernsehserie)
- 2001: Kilimanjaro: How to Spell Love (Fernsehfilm)
- 2005–2006: Schöni Uussichte (Fernsehserie)
- 2007: Der Butler und die Prinzessin (Fernsehfilm)
- 2007: Darjeeling Limited (Kinofilm)
- 2008: Das Geheimnis von Murk (Kinofilm)
- 2010: Wiedersehen mit einem Fremden (Fernsehfilm)
- 2013: Clara und das Geheimnis der Bären (Kinofilm)
- 2013: Wir haben gar kein’ Trauschein (Fernsehfilm)
- 2014: Der letzte Mentsch (Kinofilm)
- 2014: Die Toten von Hameln (Fernsehfilm)
- 2014: Tatort: Verfolgt (Fernsehreihe)
- 2015: Der Bestatter: Asche zu Asche (Fernsehserie, eine Folge)
- 2017: Der Frosch (Kinofilm)
- 2018: Bettys Diagnose: Von Liebe und Leid (Fernsehserie, eine Folge)
- 2019: SOKO Stuttgart: Das Geld anderer Leute (Fernsehserie, eine Folge)
- 2019: Amen Saleikum – Fröhliche Weihnachten (Fernsehfilm)
- 2022: Wo ist meine Schwester? (Fernsehfilm)
- 2022: Tatort: Die Blicke der Anderen (Fernsehreihe)